# Bonaventure (Metro Montreal)

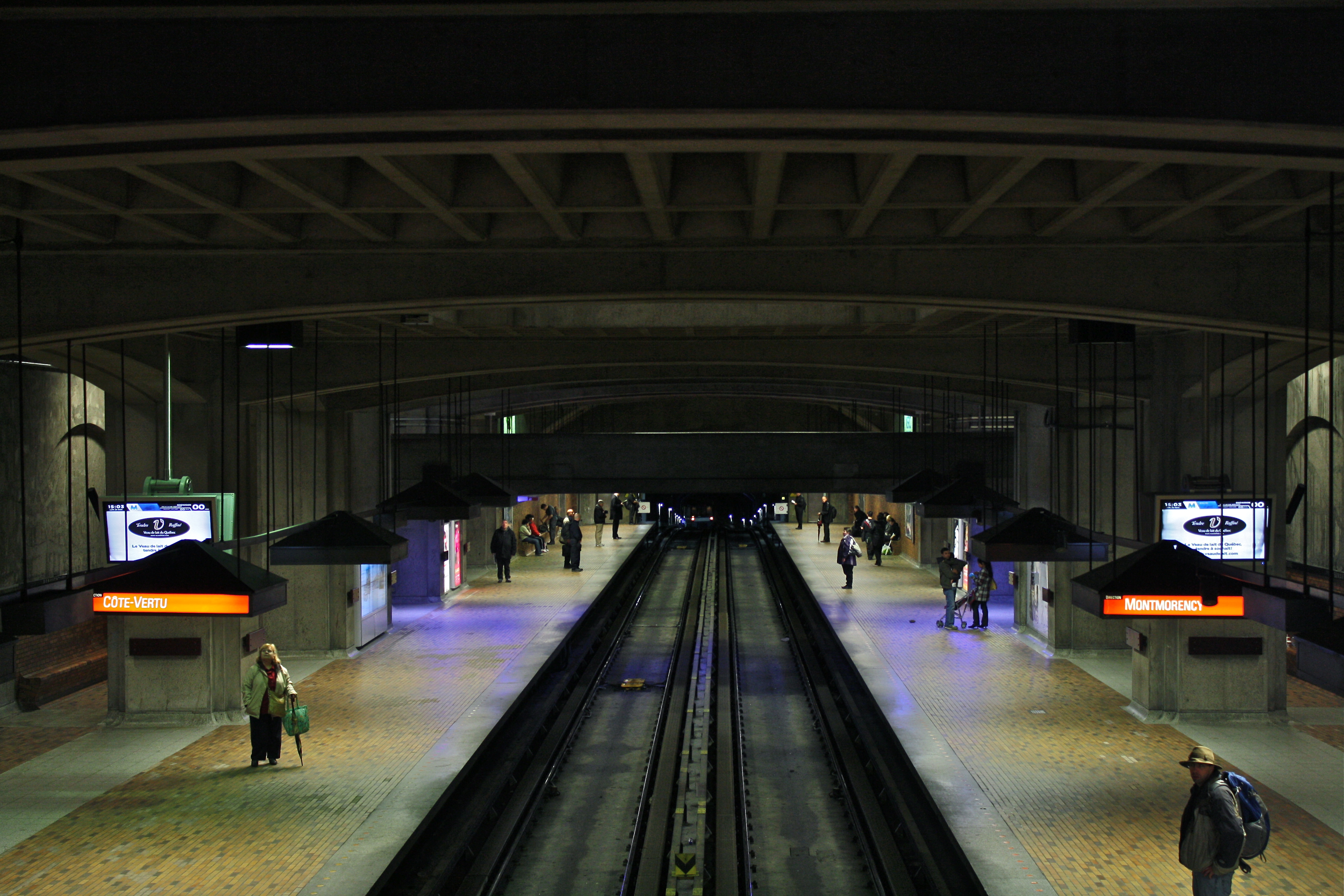
Blick auf die Bahnsteige

Bonaventure ist eine U-Bahn-Station in Montreal. Sie befindet sich im Arrondissement Ville-Marie an der Ostseite der Place du Canada, einem öffentlichen Platz im Stadtzentrum. Hier verkehren Züge der orangen Linie 2. Im Jahr 2019 nutzten 9.430.502 Fahrgäste die Station, was dem 4. Rang unter den insgesamt 68 Stationen der Metro Montreal entspricht.

## Bauwerk
Die von Victor Prus entworfene Station entstand in offener Bauweise, um möglichst viel Raum für die belebte Verteilerebene zu schaffen, die als Brückenkonstruktion über der Bahnsteigebene errichtet wurde. Diese liegt in 22,6 Metern Tiefe und besitzt zwei Seitenbahnsteige. Die Entfernungen zu den benachbarten Stationen, jeweils von Stationsende zu Stationsanfang gemessen, betragen 381,60 Meter bis Lucien-L’Allier und 392,60 Meter bis Square-Victoria–OACI.

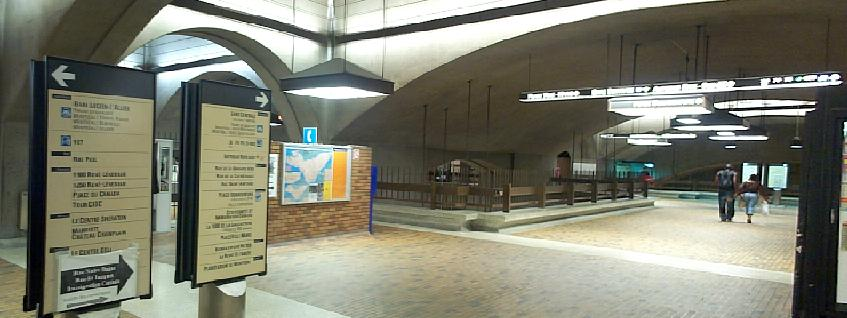
Ansicht der Verteilerebene

Bonaventure gilt als eleganteste Station des 1967 fertiggestellten Metro-Grundnetzes. Die Wände sind mit Ziegeln in einem warmen Braunton verkleidet, darin sind als dekoratives Element breite bogenförmige Aushöhlungen eingelassen. Die Beleuchtung erfolgt durch große quadratische Lampen, die von der Decke hängen. Bis 1992 besaß die Station nur einen Ausgang ins Freie. Zwei weitere Zugänge führten direkt zum Büro-, Ausstellungs- und Hotelkomplex Place Bonaventure und zum Hauptbahnhof auf der einen Seite sowie zum Hotel Château Champlain und zur Place du Canada auf der anderen Seite. Mit dem Bau des Wolkenkratzers 1000 de La Gauchetière direkt über der Station kamen im Jahr 1992 weitere Zugänge hinzu. 2009 erhielt Bonaventure als dritte Station des Grundnetzes Aufzüge.
Es bestehen Anschlüsse zu 15 Buslinien und drei Nachtbuslinien der Société de transport de Montréal. Mehrere Dutzend weitere Buslinien in die Vororte der Region Rive-Sud verkehren vom Terminus Centre-ville aus. Die Station Bonaventure ist in die weitläufige Montrealer Untergrundstadt integriert. Unterirdisch zugänglich sind neben dem Komplex Place Bonaventure auch die Wolkenkratzer Place Ville-Marie, 1000 de La Gauchetière und 1250 René-Lévesque, der Hauptbahnhof, der ehemalige Hauptbahnhof Gare Windsor, das Eishockeystadion Centre Bell sowie mehrere Hotelgebäude. Ebenfalls unterirdisch zu Fuß erreichbar sind die Metrostationen Lucien-L’Allier, McGill und Square-Victoria–OACI. Weitere Sehenswürdigkeiten in der Nähe sind die Kathedrale Marie-Reine-du-Monde de Montréal und der Wolkenkratzer Édifice Sun Life.

## Geschichte
Die Eröffnung der Station erfolgte am 13. Februar 1967, zusammen mit dem kurzen Teilstück von Square-Victoria–OACI her. Bonaventure war mehr als dreizehn Jahre lang die westliche Endstation der orangen Linie, bis diese am 28. April 1980 nach Place-Saint-Henri verlängert wurde. Namensgeber der Station ist der ebenfalls 1967 eröffnete Gebäudekomplex Place Bonaventure. Dieser wiederum erhielt seinen Namen vom Gare Bonaventure, dem ehemaligen Hauptbahnhof der Grand Trunk Railway an der Rue Bonaventure, die heute Rue Saint-Jacques heißt. Alle Bezeichnungen gehen auf den Heiligen Bonaventura zurück. Während der Planungsphase trug die Metrostation den Namen Windsor.